# Xavier Chevrier
Xavier Chevrier (pron. fr. AFI: [ksavje ʃəvʁije]) (Aosta, 17 marzo 1990) è un fondista di corsa in montagna italiano.

## Biografia
È originario di Nus, dove ha vissuto e dove tuttora suona le percussioni nella banda musicale del paese. Nipote di Attilio Lombard e cugino dell'azzurro dello sci di fondo Federico Pellegrino, da bambino ha mosso con lui i primi passi agonistici in questa disciplina sportiva e nel calcio, prima di passare all'atletica e alla corsa in montagna in particolare. Tesserato per l'Atletica Valli Bergamasche Leffe, è allenato da Paolo Germanetto.
Ha vinto tre titoli nazionali e nel luglio 2017 si è aggiudicato l'oro ai Campionati europei di corsa in montagna, svoltisi in Slovenia. A livello giovanile, sempre nella corsa in montagna, ha vinto il "mondialino" U18, ovvero l'International U18 Mountain Running Cup disputata a Susa (Torino) nel 2007, per poi diventare campione mondiale under 20 di corsa in montagna nel 2009 a Campodolcino (Sondrio). In carriera ha vestito la maglia azzurra anche nel cross e poi ai Campionati europei di atletica leggera 2016 di Amsterdam, ottenendo il bronzo a squadre nella mezza maratona insieme a Daniele Meucci, Stefano La Rosa, Ruggero Pertile e Daniele D'Onofrio.
Nel luglio 2019, al rientro agonistico dopo un serio infortunio alla coscia posteriore destra, che lo aveva tenuto lontano dalle gare per tutto il 2018, ha colto la medaglia di bronzo ai Campionati europei di corsa in montagna, svoltisi a Zermatt, in Svizzera.

## Vita privata
Attualmente risiede a Fénis, paese della moglie Denise. I coniugi hanno due figli: Loïc, nato nel 2020, e Maïté, nata nel 2022.

## Palmarès
| Anno | Manifestazione    | Sede                | Evento         | Risultato | Prestazione | Note |
| ---- | ----------------- | ------------------- | -------------- | --------- | ----------- | ---- |
| 2016 | Europei           | Amsterdam           | Mezza maratona | 38º       | 1h06'31"    |      |
| 2016 | Europei           | Amsterdam           | A squadre      | Bronzo    | 3h12'41"    |      |
| 2025 | Europei su strada | Bruxelles e Lovanio | A squadre      | Bronzo    | 3h08'42"    |      |

## Altre competizioni
2012
- 13º ai Campionati del mondo di corsa in montagna ( Ponte di Legno) - 1h06'03"[2]
- Bronzo a squadre ai Campionati del mondo di corsa in montagna ( Ponte di Legno)

2013
- 4º ai Campionati europei di corsa in montagna ( Borovets) - 58'01"[3]
- Oro a squadre ai Campionati europei di corsa in montagna ( Borovets)

2014
- 14º ai Campionati del mondo di corsa in montagna ( Casette di Massa) - 58'32"[4]
- Bronzo a squadre ai Campionati del mondo di corsa in montagna ( Casette di Massa)
- 8º ai Campionati del mondo di corsa in montagna lunghe distanze ( Manitou Springs) - 2h17'08"[5]

2015
- 7º ai Campionati del mondo di corsa in montagna ( Betws-y-Coed) - 51'36"[6]
- Oro a squadre ai Campionati del mondo di corsa in montagna ( Betws-y-Coed)
- 6º ai Campionati europei di corsa in montagna ( Porto Moniz - Madeira) - 1h03'41"[7]
- Oro a squadre ai Campionati europei di corsa in montagna ( Porto Moniz - Madeira)

2016
- 10º ai Campionati del mondo di corsa in montagna ( Sapareva banja) - 1h05'50"[8]
- Argento a squadre ai Campionati del mondo di corsa in montagna ( Sapareva banja)
- 7º ai Campionati europei di corsa in montagna ( Arco di Trento) - 55'08"[9]
- Oro a squadre ai Campionati europei di corsa in montagna ( Arco di Trento)

2017
- Oro ai Campionati europei di corsa in montagna ( Kamnik) - 1h02'51"[10]
- 5º ai Campionati del mondo di corsa in montagna ( Premana) - 55'47"[11]
- Argento a squadre ai Campionati del mondo di corsa in montagna ( Premana)
- Argento a squadre ai Campionati europei di corsa in montagna ( Kamnik)

2019
- 9º ai Campionati del mondo di corsa in montagna ( Villa La Angostura) - 1h07'21"[12]
- Bronzo a squadre ai Campionati del mondo di corsa in montagna ( Villa La Angostura)
- Bronzo ai Campionati europei di corsa in montagna ( Zermatt) - 54'02"[13]
- Argento a squadre ai Campionati europei di corsa in montagna (  Zermatt)

2022
- 5º ai campionati Europei di corsa in montagna ( La Palma) - 1h08'22"
- Oro a squadre ai campionati Europei di corsa in montagna ( La Palma)
- 8º ai campionati del Mondo di corsa in montagna - salita ( Chiangmai) - 50'03"
- Oro a squadre ai campionati del Mondo di corsa in montagna - salita ( Chiangmai)
- 14º ai campionati del Mondo di corsa in montagna - salita e discesa ( Chiangmai) - 43'16"
- Bronzo a squadre ai campionati del Mondo di corsa in montagna - salita e discesa ( Chiangmai)

2023
- 9º ai campionati del Mondo di corsa in montagna "Mountain Classic" - ( Innsbruck) - 59'43"
- Argento a squadre ai Campionati del Mondo di corsa in montagna "Mountain Classic" - ( Innsbruck)

## Campionati nazionali
2012
- Oro ai campionati italiani promesse di corsa in montagna

2015
- Oro ai campionati italiani di corsa in montagna - 1h09'16"

2016
- Oro ai campionati italiani di corsa in montagna lunghe distanze

2017
- 16º ai campionati italiani di corsa campestre - 31'21"
- Oro ai campionati italiani di corsa in montagna - 46'04"

2020
- 6º ai campionati italiani di maratona - 2h19'35"[14]
- Bronzo ai campionati italiani di maratonina - 1h03'25"

2023
- Oro ai campionati italiani di corsa in montagna a staffetta

2024
- Oro ai campionati italiani di corsa in montagna a staffetta

## Altre competizioni internazionali
2013

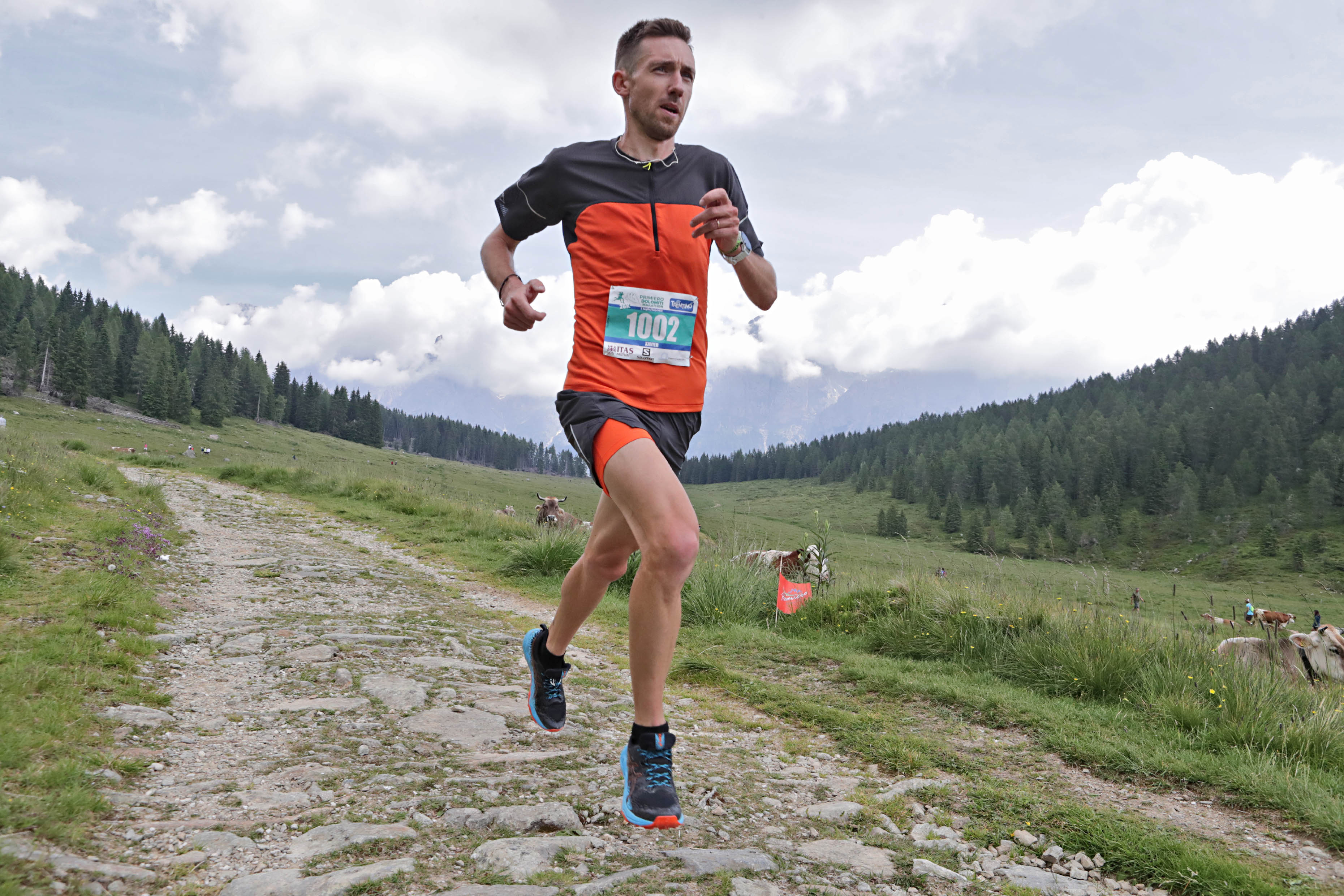
Xavier Chevrier alla Primiero Dolomiti Marathon 26 K del 2021

- Argento al Trofeo Valli Bergamasche ( Leffe) - 32'21"[15]

2016
- 8º alla Roma-Ostia ( Roma) - 1h03'43"
- 38º alla Mezza maratona di Amsterdam ( Amsterdam) - 1h06'31"
- 21º alla BOclassic ( Bolzano) - 30'49"
- Oro alla StraLugano ( Lugano) - 29'55"
- 7º al Giro delle Mura della Città di Feltre ( Feltre), 8,6 km - 26'16"
- Bronzo alla Correndo nel Borgo Medievale ( Gromo), 6 km - 18'30"

2017
- 22º alla Mezza maratona di Praga ( Praga) - 1h04'47"
- 4º alla Giulietta&Romeo Half Marathon ( Verona) - 1h04'52"
- 10º alla Corrida di San Geminiano ( Modena), 13,35 km - 40'03"
- 8º al Giro al Sas ( Trento) - 30'06"
- Oro alla Mezzaosta ( Aosta) - 30'15"
- 11º alla Cinque Mulini ( San Vittore Olona) - 35'29"
- Oro al Cross Parco delle Colline ( Brescia) - 32'37"
- Oro al Trofeo Vanoni ( Morbegno) - 34'26"
- 5º nella classifica generale della Coppa del mondo di corsa in montagna

2019
- 4º alla Road to Zermatt ( Gazzaniga) - 53'30"[16]

2020
- 8º alla Giulietta&Romeo Half Marathon ( Verona) - 1h03'25"
- 9º alla Maratona di Reggio Emilia ( Reggio Emilia) - 2h19'35"

2021
- Oro alla Dolomites Saslong Half Marathon ( Santa Cristina) - 1h33'14"
- Oro alla Urbar Trail Leuca ( Santa Maria di Leuca ) - 44'38"
- Oro alla Primiero Dolomiti Marathon 26 K ( Fiera di Primiero) - 1h28'27"
- Oro alla Re Stelvio Mapei Bormio-Passo dello Stelvio ( Bormio) - 1h28'47"
- Oro alla World Cup La Montée du Nid d'Aigle ( Saint-Gervais-les-Bains) 1h44’25”
- Oro alla Mezza maratona di Torino ( Torino) 1h07'13"

2022
- Oro alla Bergamo City Run 10 km ( Bergamo) - 29'03"
- 12° alla Generali Berlino Half Marathon ( Berlino) - 61'58"
- Oro alla 20 km de Lausanne ( Losanna) - 1h02'20"
- Oro alla Ivrea-Mombarone ( Ivrea) - 1h 58' 57"

2023
- Argento alla Corrida di San Geminiano 13 km ( Modena) - 39'41"
- Oro alla Stravicenza 10 Km ( Vicenza) - 29'15"
- Oro alla Vivicittà di Aosta 10 Km ( Aosta) - 30'16"
- Oro alla Saillon-Ovronnaz 9,7 Km ( Saillon) - 48'49"
- Oro alla Montreux-Les Rochers-de-Naye 18 Km ( Montreux) - 1h 28'42"
- Oro al Tour des Alpages 25 Km ( Anzère) - 2h10’13
- Bronzo alla World Cup La Montée du Nid d'Aigle ( Saint-Gervais-les-Bains) 1h51’11”
- 8° alla Sierre - Zinal 31 Km ( Zinal) 2h 36'57"
- Bronzo alla DACIA UTMB Mont-Blanc ETC 15 Km ( Courmayeur) - 1h 21'17"
- Oro alla VALSIR Mountain Running World Cup 10,2 Km ( Fiera di Primiero) - 43'32"

2024
- Oro al Tour des Alpages ( Anzère Valais) - 1h 05'56"
- Argento alla Ivrea-Mombarone ( Ivrea) - 1h 57'14"
- Oro alla FastCûni 10 Km ( Cuneo) - 29'08"
- Oro alla Milano21 Half Marathon ( Milano) - 1h 03'21"
- 15º alla BOclassic 10 Km ( Bolzano) - 29'39"

2025
- 55° alla 10 Km di  Valencia ( Valencia) - 28'35"
- 20° alla mezza maratona di Barcellona ( Barcellona) - 1h 01'56"